# 甘露寺元長
甘露寺 元長（かんろじ もとなが）は、室町時代後期から戦国時代にかけての公卿。権大納言・甘露寺親長の次男。法名は清空、道号は古月。官位は従一位・権大納言。

## 経歴
兄・氏長が万里小路家を継いだために甘露寺家の後継者となる。文正元年4月8日（1466年5月22日）に叙爵され、左兵衛佐を経て、文明4年2月27日（1472年4月5日）に後土御門天皇の蔵人となり、5日後の3月2日（同年4月10日）には右少弁を兼ねた。4月4日（同5月11日）には17歳の元長が父と共に蔵人弁として参内して吉書の儀式を行い、天皇から父子揃って天盃を受けている（『親長卿記』・『五位蔵人初拝五代之記』）。以後、元長は文明13年12月3日（1481年12月23日）に蔵人頭（右中弁）就任を経て、文明18年8月9日（1486年9月6日）に右大弁兼参議に任じられて蔵人頭を辞任するまで、14年にわたって蔵人と弁官を兼務していた。その間、父・親長も伝奏（前権中納言）を務め、親子で朝廷の文書を発給できる状態にあった（この状態は後に明応9年（1500年）に権右少弁兼蔵人になった息子・伊長の下でも発生している）。
文明19年7月17日（1487年8月6日）に従三位に叙され、長享2年9月17日（1488年10月21日）に権中納言に任ぜられ、延徳3年12月18日（1492年1月17日）には正三位、文亀元年8月18日（1501年9月30日）には従二位に叙せられる。永正14年1月2日（1517年1月23日）には権大納言に任ぜられて同年4月18日（同5月8日）には正二位に叙され、永正16年9月27日（1519年10月20日）には民部卿を兼ねる。この間、明応5年6月27日（1496年8月6日）には貢馬伝奏、文亀4年8月19日（1504年9月27日）には賀茂伝奏を兼ねている。永正18年4月4日（1521年5月10日）には権大納言を辞するが、本座宣下が出され、大永6年5月8日（1526年6月17日）には従一位に叙せられた。翌大永7年（1527年）に72歳で薨去。

## 日記
元長の日記として『元長卿記』が伝わっている。延徳2年（1490年）から大永5年（1525年）までの間、永正13年（1516年）・同15年・16年を除いた33年間の記録である。元長の自筆原本は宮内庁書陵部に文亀元年八月・九月の断簡が残されている。日記の特徴としては、朝廷の儀式や和歌・連歌関連の記録が多く、同時代の他の公家の日記に比べて政治や社会についての記載は少ないと指摘される。また、本記は一年間通して書かれた年がなく、日付や天気などが簡潔に書かれた記事も多い。これは日記の散逸を示しているのではなく、当初から書かれなかったものとされている。

## 系譜
- 父：甘露寺親長
- 母：不詳
- 妻：高倉永継の娘
  - 男子：甘露寺伊長
- 生母不明の子女
  - 男子：空済
  - 男子：時詔 - 覚勝院の可能性有り
  - 女子：三条西公条室
  - 女子：斎藤妙椿養女 - 織田敏広室